# Domínio de Iyo-Matsuyama
O Domínio de Iyo-Matsuyama (伊予松山藩, Iyo-Matsuyama han) foi um Han do Período Edo da História do Japão , localizada na Província de Iyo (atual Ehime).

## História
O Domínio de Iyo-Matsuyama passou por várias mãos antes de se estabelecer como o Han do Ramo Hisamitsu do Clã Matsudaira. Durante o Bakumatsu , o domínio participou da Segunda expedição Chōshū. Durante a Guerra Boshin , Iyo-Matsuyama se alinhou com o governo de Kyoto. O domínio foi dissolvida em 1871 com a abolição do sistema han .
Harada Sanosuke do Shinsengumi era o filho de um vassalo de baixo escalão de Iyo-Matsuyama .

## Lista dos Daimyōs
O Daimiô era o chefe hereditário do Domínio e ao mesmo tempo era o líder do clã.
- Clã Katō , 1600-1627 (Tozama; 200.000 koku) [2].

1. Yoshiaki

- Clã Gamō, 1627-1634 (Tozama; 240.000 koku) [3].

1. Tadachika

- Clã Matsudaira (Hisamitsu), 1635-1871 (Shinpan; 150.000 koku)[4].

1. Sadayuki
2. Sadayori
3. Sadanaga
4. Sadanao
5. Sadahide
6. Sadataka
7. Sadakatsu
8. Sadakiyo
9. Sadakuni
10. Sadanori
11. Sadamichi
12. Katsuyoshi
13. Katsushige
14. Sadaaki
15. Katsushige